# Buçe Buse Kahraman
Buçe Buse Kahraman (* 1. April 1996 in Izmir) ist eine türkische Schauspielerin.

## Leben und Karriere
Buçe Buse Kahraman wurde am 1. April 1996 in Izmir geboren. Sie studierte an der Universität des 9. September. Ihr Debüt gab sie 2017 in dem Film Kötü Çocuk. Von 2018 bis 2019 war sie in der Fernsehserie Çarpışma zu sehen. Zwischen 2019 und 2020 wurde sie für die Serie Yasak Elma gecastet. Anschließend trat Kahraman 2021 in Uyanış: Büyük Selçuklu auf.
Im selben Jahr spielte sie in der Serie Bas Belasi mit. 2022 bekam Kahraman in The Choice die Hauptrolle. Unter anderem setzt sie 2023 ihre Karriere Netflixserie Biz Kimden Kaçıyorduk Anne? fort.

## Filmografie
Filme
- 2017: Kötü Çocuk

Serien
- 2018–2019: Çarpışma
- 2019–2020: Yasak Elma
- 2021: Uyanış: Büyük Selçuklu
- 2021: Bas Belasi
- 2022: The Choice
- 2022–2023: Yali Çapkini
- 2023: Vor wem laufen wir eigentlich davon? (Biz Kimden Kaçiyorduk Anne?)